# Vaughn (Nuevo México)
Vaughn es un pueblo ubicado en el condado de Guadalupe en el estado estadounidense de Nuevo México. En el Censo de 2010 tenía una población de 446 habitantes y una densidad poblacional de 30,76 personas por km².

## Geografía
Vaughn se encuentra ubicado en las coordenadas 34°36′26″N 105°12′45″O / 34.60722, -105.21250. Según la Oficina del Censo de los Estados Unidos, Vaughn tiene una superficie total de 14.5 km², de la cual 14.5 km² corresponden a tierra firme y (0%) 0 km² es agua.

## Demografía
Según el censo de 2010, había 446 personas residiendo en Vaughn. La densidad de población era de 30,76 hab./km². De los 446 habitantes, Vaughn estaba compuesto por el 68.16% blancos, el 1.57% eran afroamericanos, el 1.35% eran amerindios, el 0% eran asiáticos, el 0% eran isleños del Pacífico, el 25.56% eran de otras razas y el 3.36% pertenecían a dos o más razas. Del total de la población el 86.32% eran hispanos o latinos de cualquier raza.